# Grand Prix de Denain 2016
Der Grand Prix de Denain 2016 war ein französisches Straßenradrennen in der Nähe zur belgischen Grenze. Das Eintagesrennen fand am Donnerstag, den 14. April 2016, statt. Start und Ziel war Denain. Das Rennen hatte eine Länge von 199,6 km. Zudem gehörte es zur UCI Europe Tour 2016 und war dort erstmals in der Kategorie 1.HC eingestuft. In den Vorjahren war das Rennen in der Kategorie 1.1 klassiert.

## Teilnehmende Mannschaften
| WorldTeams (2)- AG2R La Mondiale - FDJ Professional Continental Teams (14)- Bardiani CSF - CCC Sprandi Polkowice - Cofidis, Solutions Crédits - Delko-Marseille Provence-KTM - Direct Énergie - Fortuneo-Vital Concept - Gazprom-RusVelo - ONE Pro Cycling - Roompot-Oranje Peloton - Team Roth - Southeast-Venezuela - Topsport Vlaanderen-Baloise - Verva ActiveJet - Wanty-Groupe Gobert Continental Teams (4)- Armée de terre - HP BTP-Auber 93 - Roubaix Métropole européenne de Lille - Wallonie Bruxelles-Group Protect |
| |

## Rennergebnis
| #      | Fahrer              | Team                             | Zeit       |
| ------ | ------------------- | -------------------------------- | ---------- |
| Sieger | Daniel McLay        | Fortuneo-Vital Concept           | 4h 29' 23" |
| 2.     | Thomas Boudat       | Direct Énergie                   | gl. Zeit   |
| 3.     | Kenny Dehaes        | Wanty-Groupe Gobert              | gl. Zeit   |
| 4.     | Baptiste Planckaert | Wallonie Bruxelles-Group Protect | gl. Zeit   |
| 5.     | Lorrenzo Manzin     | FDJ                              | gl. Zeit   |
| 6.     | Clément Venturini   | Cofidis, Solutions Crédits       | gl. Zeit   |
| 7.     | Paweł Franczak      | Verva ActiveJet Pro Cycling Team | gl. Zeit   |
| 8.     | Chris Opie          | ONE Pro Cycling                  | gl. Zeit   |
| 9.     | Bryan Alaphilippe   | Armée de terre                   | gl. Zeit   |
| 10.    | Loïc Chetout        | Cofidis, Solutions Crédits       | gl. Zeit   |